# USS Dwight D. Eisenhower (CVN-69)
«Дуайт Эйзенхауэр» (англ. USS Dwight D. Eisenhower (CVN-69)) — американский авианосец типа «Нимиц». Второй корабль в серии. Назван в честь 34-го президента США Дуайта Эйзенхауэра.

## История боевого применения
Корабль был заложен на верфи Newport News Shipbuilding в 1970 году. Введён в эксплуатацию 18 октября 1977 года.
В 1991 году принимал активное участие в операции «Буря в пустыне».
С 17 июля 1995 года по 27 января 1997 года проходил модернизацию в Ньюпорте, на которую было потрачено около трёх миллиардов долларов.
В 2007 году, после очередного обострения отношений США и Ирана находился в Персидском заливе.
21 февраля 2009 года покинул базу в Норфолке (штат Виргиния). Отправлен к побережью Сомали в составе Авианосной группировки под общим командованием контр-адмирала Курта Тидда, в связи с усилением Пентагоном отряда своих кораблей, ведущих борьбу с пиратами у Африканского рога.
В декабре 2012 авианосец был вынужден уйти с боевого дежурства в Персидском заливе, ему понадобился срочный ремонт взлетной палубы, который завершился 21 февраля 2013 года, сразу после ремонта авианосец направится в Персидский залив, так как его не смог сменить находившийся в ремонте авианосец «Нимиц»
В октябре 2023 года кабинет Джо Байдена направил авианосную группу во главе с авианосцем в зону арабо-израильского противостояния. В январе 2024 года самолеты с авианосца наносили удары по объектам хуситов в Йемене

## Военно-политическое давление на Иран
3 августа 2012 года американский атомный авианосец «Эйзенхауэр» вместе с кораблями боевого охранения вошел в Персидский залив, в дополнение к авианосной ударной группе ВМС США, уже находящейся на боевом дежурстве к востоку от Ормузского пролива, соединяющего Персидский залив с Аравийским морем во главе с атомным авианосцем «Энтерпрайз». Это произошло после того, как 21 июля 2012 года меджлис Ирана большинством голосов поддержал законопроект о перекрытии Ормузского пролива.

## Происшествия
29 августа 1988 года в 08:22 авианосец «Дуайт Эйзенхауэр» при попытке входа в гавань военно-морской базы «Норфолк» столкнулся со стоящем на якоре испанским сухогрузом «Урдулиц». Авианосец получил повреждения правого борта.